# 刘正刚
刘正刚（1965年11月—），安徽定远人，暨南大学教授，主要从事社会经济史、女性史、海洋史、法律史等研究工作。

## 生平
1987年本科毕业于安徽师范大学，1990年于中山大学获硕士学位，1993年于厦门大学获博士学位。1994年入职暨南大学工作，曾任暨南大学历史学系副主任，古籍所所长，历史学系主任。主持国家社科基金项目2项，担任国家社科基金重大项目“明清孤本法律文献整理与研究”首席专家。

## 著作

### 专著
- 《闽粤客家人在四川》（1997年，广西教育出版社）
- 《东渡西进:清代闽粤移民台湾与四川的比较》（2004年，江西高校出版社）
- 《广东会馆论稿》（2006年，上海古籍出版社）
- 《话说粤商》（2008年，中华工商联合出版社）
- 《海瑞在淳安》（2008年，中国文史出版社）
- 《区大相诗三百首赏析》（2015年，齐鲁书社）
- 《徐闻古港：海上丝绸之路第一港》（2015年，广东经济出版社）
- 《图说南粤历史》（2015年，广东省地图出版社）
- 《佛教与佛山文化》（2015年，齐鲁书社）
- 《清官正气：海瑞的为官之道》（2015年，人民出版社）
- 《粤商好儒》（2016年，中山大学出版社）
- 《明清地域社会变迁中的广东乡村妇女研究》（上下册）（2016年，社会科学文献出版社）
- 《清代东番与西番研究论丛》（2018年，中国社会科学出版社）
- 《明清珠江三角洲女性形象建构研究》（2019年，社会科学文献出版社）
- 《清代海上丝绸之路史》（2020年，世界图书出版公司）

### 古籍整理
- 《广东旧志疫情史料辑录与研究》（2005年，广东人民出版社）
- 《李菉猗女史全书》（2014年，齐鲁书社）
- 《广东海上丝绸之路史料汇编》（清代卷）（2017年，广东经济出版）
- 《区太史诗文集（外二种）》（2017年，齐鲁书社2017）
- 《梁松年集》（2018年，广东人民出版社）
- 《康熙清远县志二种》（2020年，暨南大学出版社）